# Geranium asiaticum
Geranium asiaticum là một loài thực vật có hoa trong họ Mỏ hạc. Loài này được Serg. mô tả khoa học đầu tiên năm 1934.